# Berotha bannana
Berotha bannana là một loài côn trùng trong họ Berothidae thuộc bộ Neuroptera. Loài này được C.-k. Yang miêu tả năm 1986.